# Varg (album)
Varg är det andra studioalbumet av det svenska vikingarockbandet Völund Smed från 1996. Vikingarockbandet Hel gjorde covers av låtarna "Varg", "Is", "Häxjakt", och "Mälare strand" på albumet Valkyriors dom (1999) och låten "Hämnaren" på albumet Bortglömda tid (2002).

## Låtlista
All sångtext är skriven av Völund Smed. 
| Nr           | Titel         | Längd |
| ------------ | ------------- | ----- |
| 1.           | Varg          | 3:47  |
| 2.           | Is            | 3:42  |
| 3.           | Karin i mot   | 3:22  |
| 4.           | Tro           | 2:14  |
| 5.           | Hämnaren      | 2:59  |
| 6.           | Nordanvind    | 2:47  |
| 7.           | Häxjakt       | 2:22  |
| 8.           | Fader         | 3:39  |
| 9.           | Mälare strand | 4:19  |
| 10.          | Åsikt         | 2:13  |
| 11.          | Retro-medley  | 6:20  |
| Total längd: | Total längd:  | 37:44 |

## Medverkande
- Stefan Johansson – bas
- Pierre Karlsson – trummor
- Esa Rosenström – gitarr
- Mikael "Micke" Fundberg – sång